# Liga Europa da UEFA de 2012–13 – Fases finais
Nas fases finais, as equipes classificadas jogam em partidas eliminatórias de ida e volta, exceto no jogo final.

## Sorteio e calendário
| Fase                    | Data e hora do sorteio               | Ida                                               | Volta                                             |
| ----------------------- | ------------------------------------ | ------------------------------------------------- | ------------------------------------------------- |
| Dezesseis-avos-de final | 20 de dezembro de 2012 13:00 (UTC+1) | 14 de fevereiro de 2013                           | 21 de fevereiro de 2013                           |
| Oitavas-de-final        | 20 de dezembro de 2012 13:00 (UTC+1) | 7 de março de 2013                                | 14 de março de 2013                               |
| Quartas-de-final        | A definir                            | 4 de abril de 2013                                | 11 de abril de 2013                               |
| Semifinais              | A definir                            | 25 de abril de 2013                               | 2 de maio de 2013                                 |
| Final                   | A definir                            | 15 de maio de 2013 na Amsterdam Arena, Amesterdão | 15 de maio de 2013 na Amsterdam Arena, Amesterdão |

## Equipes classificadas
| Chave de cores                                   |
| ------------------------------------------------ |
| Cabeças de série para a fase de 16-avos de final |
| Não cabeças de série a fase de 16-avos de final  |

### Fase de grupos da Liga Europa
| Grupo | Vencedores       | Vices                    |
| ----- | ---------------- | ------------------------ |
| A     | Liverpool        | Anzhi                    |
| B     | Viktoria Plzeň   | Atlético de Madrid       |
| C     | Fenerbahçe       | Borussia Mönchengladbach |
| D     | Bordeaux         | Newcastle                |
| E     | Steaua Bucureşti | Stuttgart                |
| F     | Dnipro           | Napoli                   |
| G     | Genk             | Basel                    |
| H     | Rubin Kazan      | Internazionale           |
| I     | Lyon             | Sparta Praha             |
| J     | Lazio            | Tottenham                |
| K     | Metalist Kharkiv | Bayer Leverkusen         |
| L     | Hannover         | Levante                  |

### Fase de grupos da Liga dos Campeões
| Grupo | Equipa         | Pts | J | V | E | D | GM | GS | DG |
| ----- | -------------- | --- | - | - | - | - | -- | -- | -- |
| E     | Chelsea        | 10  | 6 | 3 | 1 | 2 | 16 | 10 | +6 |
| H     | Cluj           | 10  | 6 | 3 | 1 | 2 | 10 | 8  | +2 |
| B     | Olympiacos     | 9   | 6 | 3 | 0 | 3 | 9  | 9  | 0  |
| G     | Benfica        | 8   | 6 | 2 | 2 | 2 | 5  | 5  | 0  |
| C     | Zenit          | 7   | 6 | 2 | 1 | 3 | 6  | 9  | –3 |
| F     | BATE Borisov   | 6   | 6 | 2 | 0 | 4 | 9  | 15 | –6 |
| A     | Dínamo de Kiev | 5   | 6 | 1 | 2 | 3 | 6  | 10 | –4 |
| D     | Ajax           | 4   | 6 | 1 | 1 | 4 | 8  | 16 | –8 |

## 16-avos de final

### Jogos de ida
| 14 de fevereiro de 2013 | Zenit                | 2 – 0     | Liverpool | Estádio Petrovsky, São Petersburgo                   |
| 18:00                   | Hulk 69' · Semak 72' | Relatório |           | Público: 21 000 Árbitro: ESP Carlos Velasco Carballo |

| 14 de fevereiro de 2013 | Anzhi                                   | 3 – 1     | Hannover   | Estádio Luzhniki, Moscou                      |
| 18:00                   | Eto'o 34' · Ahmedov 48' · Boussoufa 64' | Relatório | Huszti 22' | Público: 12 000 Árbitro: CRO Marijo Strahonja |

| 14 de fevereiro de 2013 | Sparta Praha | 0 – 1     | Chelsea   | Generali Arena, Praga                       |
| 19:00                   |              | Relatório | Oscar 82' | Público: 18 952 Árbitro: ITA Daniele Orsato |

| 14 de fevereiro de 2013 | Levante                                           | 3 – 0     | Olympiacos | Estadi Ciutat de València, Valência       |
| 19:00                   | Pedro Ríos 10' · Barkero 40' (pen.) · Martins 56' | Relatório |            | Público: 12 000 Árbitro: GER Manuel Gräfe |

| 14 de fevereiro de 2013 | Napoli | 0 – 3     | Viktoria Plzeň                       | Estádio San Paolo, Nápoles                  |
| 19:00                   |        | Relatório | Darida 28' · Rajtoral 79' · Tecl 90' | Público: 15 000 Árbitro: NED Pol van Boekel |

| 14 de fevereiro de 2013 | Dínamo de Kiev | 1 – 1     | Bordeaux     | Estádio Olímpico de Kiev, Kiev                   |
| 19:00                   | Haruna 20'     | Relatório | Obraniak 23' | Público: 35 000 Árbitro: ROU Alexandru Dan Tudor |

| 14 de fevereiro de 2013 | Bayer Leverkusen | 0 – 1     | Benfica     | BayArena, Leverkusen                             |
| 19:00                   |                  | Relatório | Cardozo 61' | Público: 15 000 Árbitro: ESP Antonio Mateu Lahoz |

| 14 de fevereiro de 2013 | BATE Borisov | 0 – 0     | Fenerbahçe | Estádio Neman, Hrodna                  |
| 19:00                   |              | Relatório |            | Público: 6 500 Árbitro: IRL Alan Kelly |

| 14 de fevereiro de 2013 | Ajax                             | 2 – 0     | Steaua Bucureşti | Amsterdam ArenA, Amesterdão                    |
| 19:00                   | Alderweireld 28' · van Rhijn 48' | Relatório |                  | Público: 51 493 Árbitro: BUL Stanislav Todorov |

| 14 de fevereiro de 2013 | Basel                      | 2 – 0     | Dnipro | St. Jakob-Park, Basileia                      |
| 21:05                   | Stocker 23' · Streller 67' | Relatório |        | Público: 8 314 Árbitro: NOR Svein Oddvar Moen |

| 14 de fevereiro de 2013 | Internazionale   | 2 – 0     | Cluj | Estádio Giuseppe Meazza, Milão                   |
| 21:05                   | Palacio 20', 87' | Relatório |      | Público: 14 790 Árbitro: GRE Michael Koukoulakis |

| 14 de fevereiro de 2013 | Newcastle | 0 – 0     | Metalist Kharkiv | St. James' Park, Newcastle upon Tyne          |
| 21:05                   |           | Relatório |                  | Público: 30 157 Árbitro: NOR Tom Harald Hagen |

| 14 de fevereiro de 2013 | Stuttgart   | 1 – 1     | Genk       | Mercedes-Benz Arena, Estugarda               |
| 21:05                   | Gentner 42' | Relatório | Plet 90+1' | Público: 15 200 Árbitro: POR Manuel De Sousa |

| 14 de fevereiro de 2013 | Atlético de Madrid | 0 – 2     | Rubin Kazan                 | Estádio Vicente Calderón, Madri         |
| 21:05                   |                    | Relatório | Karadeniz 6' · Orbaiz 90+5' | Público: 20 000 Árbitro: HUN István Vad |

| 14 de fevereiro de 2013 | Borussia Mönchengladbach                          | 3 – 3     | Lazio                           | Borussia-Park, Mönchengladbach              |
| 21:05                   | Stranzl 17' (pen.) · Marx 84' (pen.) · Arango 88' | Relatório | Floccari 57' · Kozák 64', 90+4' | Público: 46 279 Árbitro: RUS Sergei Karasev |

| 14 de fevereiro de 2013 | Tottenham       | 2 – 1     | Lyon       | White Hart Lane, Londres                   |
| 21:05                   | Bale 45', 90+3' | Relatório | Umtiti 55' | Público: 31 762 Árbitro: POR Pedro Proença |

### Jogos de volta
| 21 de fevereiro de 2013 | Rubin Kazan | 0 – 1     | Atlético de Madrid | Estádio Lujniki, Moscou                         |
| 18:00                   |             | Relatório | Falcao 84'         | Público: 3 000 Árbitro: ROU Ovidiu Alin Hategan |

Rubin Kazan venceu por 2–1 no agregado e avançou a próxima fase.
| 21 de fevereiro de 2013 | Metalist Kharkiv | 0 – 1     | Newcastle         | Estádio Metalist, Carcóvia                  |
| 19:00                   |                  | Relatório | Ameobi 64' (pen.) | Público: 39 973 Árbitro: BEL Serge Gumienny |

Newcastle venceu por 1–0 no agregado e avançou a próxima fase.
| 21 de fevereiro de 2013 | Genk | 0 – 2     | Stuttgart              | Cristal Arena, Genk                     |
| 19:00                   |      | Relatório | Boka 45' · Gentner 58' | Público: 17 000 Árbitro: ISR Alon Yefet |

Stuttgart venceu por 3–1 no agregado e avançou a próxima fase.
| 21 de fevereiro de 2013 | Cluj | 0 – 3     | Internazionale                  | Stadionul Dr. Constantin Rădulescu, Cluj-Napoca |
| 19:00                   |      | Relatório | Guarín 22', 45+2' · Benassi 88' | Público: 23 000 Árbitro: POL Pawel Gil          |

Internazionale venceu por 5–0 no agregado e avançou a próxima fase.
| 21 de fevereiro de 2013 | Dnipro               | 1 – 1     | Basel            | Dnipro Arena, Dnipropetrovsk               |
| 19:00                   | Seleznyov 76' (pen.) | Relatório | Schär 81' (pen.) | Público: 28 000 Árbitro: GER Deniz Aytekin |

Basel venceu por 3–1 no agregado e avançou a próxima fase.
| 21 de fevereiro de 2013 | Lazio                       | 2 – 0     | Borussia Mönchengladbach | Estádio Olímpico de Roma, Roma             |
| 19:00                   | Candreva 10' · González 33' | Relatório |                          | Público: 13 000 Árbitro: TUR Hüseyin Göçek |

Lazio venceu por 5–3 no agregado e avançou a próxima fase.
| 21 de fevereiro de 2013 | Lyon         | 1 – 1     | Tottenham   | Stade de Gerland, Lyon                      |
| 19:00                   | Gonalons 17' | Relatório | Dembélé 90' | Público: 38 761 Árbitro: GER Wolfgang Stark |

Tottenham venceu por 3–2 no agregado e avançou a próxima fase.
| 21 de fevereiro de 2013 | Viktoria Plzeň         | 2 – 0     | Napoli | Stadion města Plzně, Plzeň                 |
| 21:05                   | Kovařík 51' · Tecl 74' | Relatório |        | Público: 11 067 Árbitro: HUN Viktor Kassai |

Viktoria Plzeň venceu por 5–0 no agregado e avançou a próxima fase.
| 21 de fevereiro de 2013 | Hannover         | 1 – 1     | Anzhi        | AWD-Arena, Hanôver                          |
| 21:05                   | Sérgio Pinto 70' | Relatório | Traoré 90+8' | Público: 40 000 Árbitro: SWE Jonas Eriksson |

Anzhi venceu por 4–2 no agregado e avançou a próxima fase.
| 21 de fevereiro de 2013 | Chelsea      | 1 – 1     | Sparta Praha | Stamford Bridge, Londres                        |
| 21:05                   | Hazard 90+2' | Relatório | Lafata 17'   | Público: 38 642 Árbitro: MKD Aleksandar Stavrev |

Chelsea venceu por 2–1 no agregado e avançou a fase.
| 21 de fevereiro de 2013 | Fenerbahçe                  | 1 – 0     | BATE Borisov | Estádio Şükrü Saraçoğlu, Istambul       |
| 21:05                   | Cristian Baroni 45+1' (pen) | Relatório |              | Público: 01 Árbitro: FRA Antony Gautier |

Fenerbahçe venceu por 1–0 no agregado e avançou a próxima fase.
| 21 de fevereiro de 2013 | Olympiacos | 0 – 1     | Levante    | Estádio Karaiskákis, Pireu             |
| 21:05                   |            | Relatório | Martins 9' | Público: 29 000 Árbitro: SVN Matej Jug |

Levante venceu por 4–0 no agregado e avançou a próxima fase.
| 21 de fevereiro de 2013 | Liverpool                   | 3 – 1     | Zenit    | Anfield, Liverpool                         |
| 21:05                   | Suárez 28', 59' · Allen 43' | Relatório | Hulk 19' | Público: 43 026 Árbitro: NED Björn Kuipers |

3–3 no placar agregado. Zenit avança a próxima fase pela Regra do gol fora de casa.
| 21 de fevereiro de 2013 | Bordeaux    | 1 – 0     | Dínamo de Kiev | Stade Chaban-Delmas, Bordéus            |
| 21:05                   | Diabaté 41' | Relatório |                | Público: 11 889 Árbitro: CRO Ivan Bebek |

Bordeaux venceu por 2–1 no agregado e avançou a próxima fase.
| 21 de fevereiro de 2013 | Benfica              | 2 – 1     | Bayer Leverkusen | Estádio da Luz, Lisboa                      |
| 21:05                   | John 60' · Matić 77' | Relatório | Schürrle 75'     | Público: 65 000 Árbitro: CZE Pavel Kralovec |

Benfica venceu por 3–1 no agregado e avançou a próxima fase.
| 21 de fevereiro de 2013 | Steaua Bucureşti                | 2 – 0 (pro) | Ajax | Arena Națională, Bucareste                     |
| 21:05                   | Latovlevici 38' · Chiricheș 76' | Relatório   |      | Público: 38 000 Árbitro: ITA Paolo Tagliavento |

|                                   |       | Penalidades                      |  |
| Rusescu Nikolić Filip Latovlevici | 4 – 2 | Eriksen Schöne de Jong Moisander |  |

2–2 no placar agregado. Steaua Bucureşti venceu por 4–2 na Disputa por pênaltis.
Notas
- Nota 1: A partida entre Fenerbahçe x BATE Borisov foi disputada com portões fechados seguindo uma punição da UEFA devido aos incidentes ocorridos na partida valida pela fase de grupos contra o Borussia Mönchengladbach em 6 de dezembro de 2012.[1]

## Oitavas de final

### Jogos de ida
| 7 de março de 2013 | Anzhi | 0 – 0     | Newcastle | Estádio Lujniki, Moscovo               |
| 18:00              |       | Relatório |           | Público: 5 000 Árbitro: HUN István Vad |

| 7 de março de 2013 | Stuttgart | 0 – 2     | Lazio                   | Mercedes-Benz Arena, Estugarda                   |
| 19:00              |           | Relatório | Ederson 21' · Onazi 56' | Público: 28 750 Árbitro: ROU Alexandru Dan Tudor |

| 7 de março de 2013 | Viktoria Plzeň | 0 – 1     | Fenerbahçe | Stadion města Plzně, Plzeň                   |
| 19:00              |                | Relatório | Webó 81'   | Público: 11 701 Árbitro: ITA Gianluca Rocchi |

| 7 de março de 2013 | Steaua Bucureşti   | 1 – 0     | Chelsea | Arena Națională, Bucareste                  |
| 19:00              | Rusescu 34' (pen.) | Relatório |         | Público: 45 000 Árbitro: RUS Sergei Karasev |

| 7 de março de 2013 | Benfica             | 1 – 0     | Bordeaux | Estádio da Luz, Lisboa                  |
| 21:05              | Carrasso 21' (g.c.) | Relatório |          | Público: 43 248 Árbitro: ISR Alon Yefet |

| 7 de março de 2013 | Tottenham                                 | 3 – 0     | Internazionale | White Hart Lane, Londres                         |
| 21:05              | Bale 6' · Sigurðsson 18' · Vertonghen 53' | Relatório |                | Público: 34 353 Árbitro: ESP Antonio Mateu Lahoz |

| 7 de março de 2013 | Levante | 0 – 0     | Rubin Kazan | Estadi Ciutat de València, Valência         |
| 21:05              |         | Relatório |             | Público: 13 000 Árbitro: FRA Antony Gautier |

| 7 de março de 2013 | Basel                 | 2 – 0     | Zenit | St. Jakob-Park, Basileia                    |
| 21:05              | Díaz 83' · Frei 90+4' | Relatório |       | Público: 15 008 Árbitro: ITA Daniele Orsato |

### Jogos de volta
| 14 de março de 2013 | Rubin Kazan                | 2 – 0 (pro) | Levante | Estádio Lujniki, Moscovo                       |
| 18:00               | Rondón 100' · Dyadyun 112' | Relatório   |         | Público: 1 000 Árbitro: MKD Aleksandar Stavrev |

Rubin Kazan venceu por 2–0 no agregado e avançou a próxima fase.
| 14 de março de 2013 | Zenit      | 1 – 0     | Basel | Estádio Petrovsky, São Petersburgo     |
| 18:00               | Witsel 30' | Relatório |       | Público: 20 000 Árbitro: POL Pawel Gil |

Basel venceu por 2–1 no agregado e avançou a próxima fase.
| 14 de março de 2013 | Internazionale                                               | 4 – 1 (pro) | Tottenham    | Estádio Giuseppe Meazza, Milão          |
| 19:00               | Cassano 20' · Palacio 52' · Gallas 75' (g.c.) · Álvarez 110' | Relatório   | Adebayor 96' | Público: 18 241 Árbitro: CRO Ivan Bebek |

4–4 no agregado. Tottenham avança a próxima fase pela regra do gol fora de casa.
| 14 de março de 2013 | Fenerbahçe | 1 – 1     | Viktoria Plzeň | Estádio Şükrü Saraçoğlu, Istambul     |
| 21:05               | Uçan 44'   | Relatório | Darida 60'     | Público: 02 Árbitro: GER Manuel Gräfe |

Fenerbahçe venceu por 2–1 no agregado e avançou a próxima fase.
| 14 de março de 2013 | Bordeaux                          | 2 – 3     | Benfica                         | Stade Chaban-Delmas, Bordéus                |
| 21:05               | Diabaté 74' · Jardel 90+1' (g.c.) | Relatório | Jardel 30' · Cardozo 75', 90+2' | Público: 30 000 Árbitro: ROU Ovidiu Haţegan |

Benfica venceu por 4–2 no agregado e avançou a próxima fase.
| 14 de março de 2013 | Newcastle   | 1 – 0     | Anzhi | St. James' Park, Newcastle upon Tyne       |
| 21:05               | Cissé 90+4' | Relatório |       | Público: 45 487 Árbitro: GER Deniz Aytekin |

Newcastle venceu por 1–0 no agregado e avançou a próxima fase.
| 14 de março de 2013 | Lazio             | 3 – 1     | Stuttgart  | Estádio Olímpico de Roma, Roma            |
| 21:05               | Kozák 6', 8', 87' | Relatório | Hajnal 62' | Público: 03 Árbitro: NOR Tom Harald Hagen |

Lazio venceu por 5–1 no agregado e avançou a próxima fase.
| 14 de março de 2013 | Chelsea                           | 3 – 1     | Steaua Bucureşti | Stamford Bridge, Londres                     |
| 21:05               | Mata 34' · Terry 58' · Torres 71' | Relatório | Chiricheș 45'    | Público: 28 817 Árbitro: FRA Stéphane Lannoy |

Chelsea venceu por 3–2 no agregado e avançou a próxima fase.
Notas
- Nota 2: A partida entre Fenerbahçe x Viktoria Plzeň foi disputada com portões fechados seguindo uma punição da UEFA ao Fenerbahçe devido a incidentes ocorridos na partida contra o BATE Borisov na fase de 16-avos de final.[2]

- Nota 3: A partida entre Lazio x Stuttgart foi disputada com portões fechados seguindo uma punição da UEFA à Lazio devido a incidentes ocorridos na partida contra o Borussia Mönchengladbach na fase 16-avos de final.[3]

## Quartas de final

### Jogos de ida
| 4 de abril de 2013 | Chelsea                     | 3 – 1     | Rubin Kazan      | Stamford Bridge, Londres                     |
| 21:05              | Torres 16', 70' · Moses 32' | Relatório | Natkho 41' (pen) | Público: 32 994 Árbitro: ITA Gianluca Rocchi |

| 4 de abril de 2013 | Tottenham                     | 2 – 2     | Basel                  | White Hart Lane, Londres                   |
| 21:05              | Adebayor 40' · Sigurðsson 58' | Relatório | Stocker 30' · Frei 34' | Público: 32 136 Árbitro: SRB Milorad Mažić |

| 4 de abril de 2013 | Fenerbahçe                | 2 – 0     | Lazio | Estádio Şükrü Saraçoğlu, Istambul           |
| 21:05              | Webó 78' (pen) · Kuyt 90' | Relatório |       | Público: 51 000 Árbitro: SCO William Collum |

| 4 de abril de 2013 | Benfica                                    | 3 – 1     | Newcastle | Estádio da Luz, Lisboa                      |
| 21:05              | Rodrigo 25' · Lima 65' · Cardozo 71' (pen) | Relatório | Cissé 13' | Público: 44 133 Árbitro: FRA Antony Gautier |

### Jogos de volta
| 11 de abril de 2013 | Rubin Kazan                                    | 3 – 2     | Chelsea               | Estádio Lujniki, Moscou                    |
| 18:00               | Marcano 51' · Karadeniz 62' · Natkho 75' (pen) | Relatório | Torres 5' · Moses 55' | Público: 25 000 Árbitro: TUR Fırat Aydınus |

Chelsea venceu por 5–4 no agregado e avançou a próxima fase.
| 11 de abril de 2013 | Basel                    | 2 – 2 (pro) | Tottenham        | St. Jakob-Park, Basileia                          |
| 21:05               | Salah 27' · Dragović 49' | Relatório   | Dempsey 23', 82' | Público: 36 500 Árbitro: POR Olegário Benquerença |

|                             |     | Penalidades                     |  |
| Schär Streller F. Frei Díaz | 4–1 | Huddlestone Sigurðsson Adebayor |  |

4–4 no agregado. Basel venceu por 4–1 a Disputa por pênaltis e avançou a próxima fase.
| 11 de abril de 2013 | Lazio     | 1 – 1     | Fenerbahçe | Estádio Olímpico de Roma, Roma             |
| 21:05               | Lulić 60' | Relatório | Erkin 73'  | Público: 1 000 Árbitro: CZE Pavel Kralovec |

Fenerbahçe venceu por 3–1 no agregado e avançou a próxima fase.
| 11 de abril de 2013 | Newcastle | 1 – 1     | Benfica      | St. James' Park, Newcastle upon Tyne    |
| 21:05               | Cissé 71' | Relatório | Salvio 90+2' | Público: 52 157 Árbitro: CRO Ivan Bebek |

Benfica venceu por 4–2 no agregado e avançou a próxima fase.

## Semifinal

### Jogos de ida
| 25 de abril de 2013 | Fenerbahçe  | 1 – 0     | Benfica | Estádio Şükrü Saraçoğlu, Istambul          |
| 21:05               | Korkmaz 72' | Relatório |         | Público: 43 936 Árbitro: SRB Milorad Mažić |

| 25 de abril de 2013 | Basel           | 1 – 2     | Chelsea                      | St. Jakob-Park, Basileia                    |
| 21:05               | Schär 87' (pen) | Relatório | Moses 12' · David Luiz 90+4' | Público: 36 000 Árbitro: CZE Pavel Kralovec |

### Jogos de volta
| 2 de maio de 2013 | Benfica                      | 3 – 1     | Fenerbahçe     | Estádio da Luz, Lisboa                       |
| 21:05             | Gaitán 9' · Cardozo 35', 66' | Relatório | Kuyt 23' (pen) | Público: 55 402 Árbitro: FRA Stéphane Lannoy |

Benfica venceu por 3–2 no agregado e avançou a final.
| 2 de maio de 2013 | Chelsea                                 | 3 – 1     | Basel       | Stamford Bridge, Londres                    |
| 21:05             | Torres 50' · Moses 52' · David Luiz 59' | Relatório | Salah 45+1' | Público: 39 403 Árbitro: SWE Jonas Eriksson |

Chelsea venceu por 5–2 no agregado e avançou a final.

## Final
| 15 de maio de 2013 | Benfica           | 1 – 2     | Chelsea                     | Amsterdam ArenA, Amesterdão                |
| 20:45              | Cardozo 68' (pen) | Relatório | Torres 60' · Ivanović 90+3' | Público: 46 163 Árbitro: NED Björn Kuipers |